# Blues Alive
Blues Alive es el cuarto álbum en vivo del guitarrista norirlandés de blues rock y hard rock Gary Moore, publicado en 1993 por el sello Virgin Records. Fue grabado durante la gira After Hours Tour en 1992, específicamente el 22 de mayo en los Estados Unidos y el 5 de octubre en el recinto Royal Albert Hall de Londres. La gran mayoría de los temas provienen de los dos últimos discos Still Got the Blues de 1990 y After Hours de 1992.
Obtuvo el puesto 8 en la lista UK Albums Chart del Reino Unido y recibió disco de oro otorgado por la British Phonographic Industry en 1996, tras superar las 100 000 copias vendidas. Del disco se extrajo la canción «Parisienne Walkways» que fue publicado como sencillo bajo el título «Parisienne Walkways '93» y alcanzó el lugar 30 en los UK Singles Chart.

## Lista de canciones
| N.º | Título                          | Duración |  |
| 1.  | «Cold Day in Hell»              | 5:35     |  |
| 2.  | «Walking by Myself»             | 5:00     |  |
| 3.  | «Story of the Blues»            | 7:32     |  |
| 4.  | «Oh, Pretty Woman»              | 4:25     |  |
| 5.  | «Separate Ways»                 | 5:48     |  |
| 6.  | «Too Tired»                     | 4:34     |  |
| 7.  | «Still Got the Blues (For You)» | 6:44     |  |
| 8.  | «Since I Met You Baby»          | 3:02     |  |
| 9.  | «The Sky is Crying»             | 8:50     |  |
| 10. | «Further Up the Road»           | 5:34     |  |
| 11. | «King of the Blues»             | 6:13     |  |
| 12. | «Parisienne Walkways»           | 7:03     |  |
| 13. | «Jumpin' at Shadows»            | 5:51     |  |

## Músicos
- Gary Moore: voz y guitarra líder
- Andy Pyle: bajo
- Tommy Eyre: teclados
- Graham Walker: batería
- Martin Drover: trompeta
- Frank Mead: armónica y saxofón alto
- Nick Pentelow: saxofón tenor
- Nick Payn: saxofón barítono
- Candy Mackenzie y Carol Thompson: coros
- Albert Collins: voz y guitarra en «Too Tired» (músico invitado)